# Chiesa di Santa Margherita (Somadino)

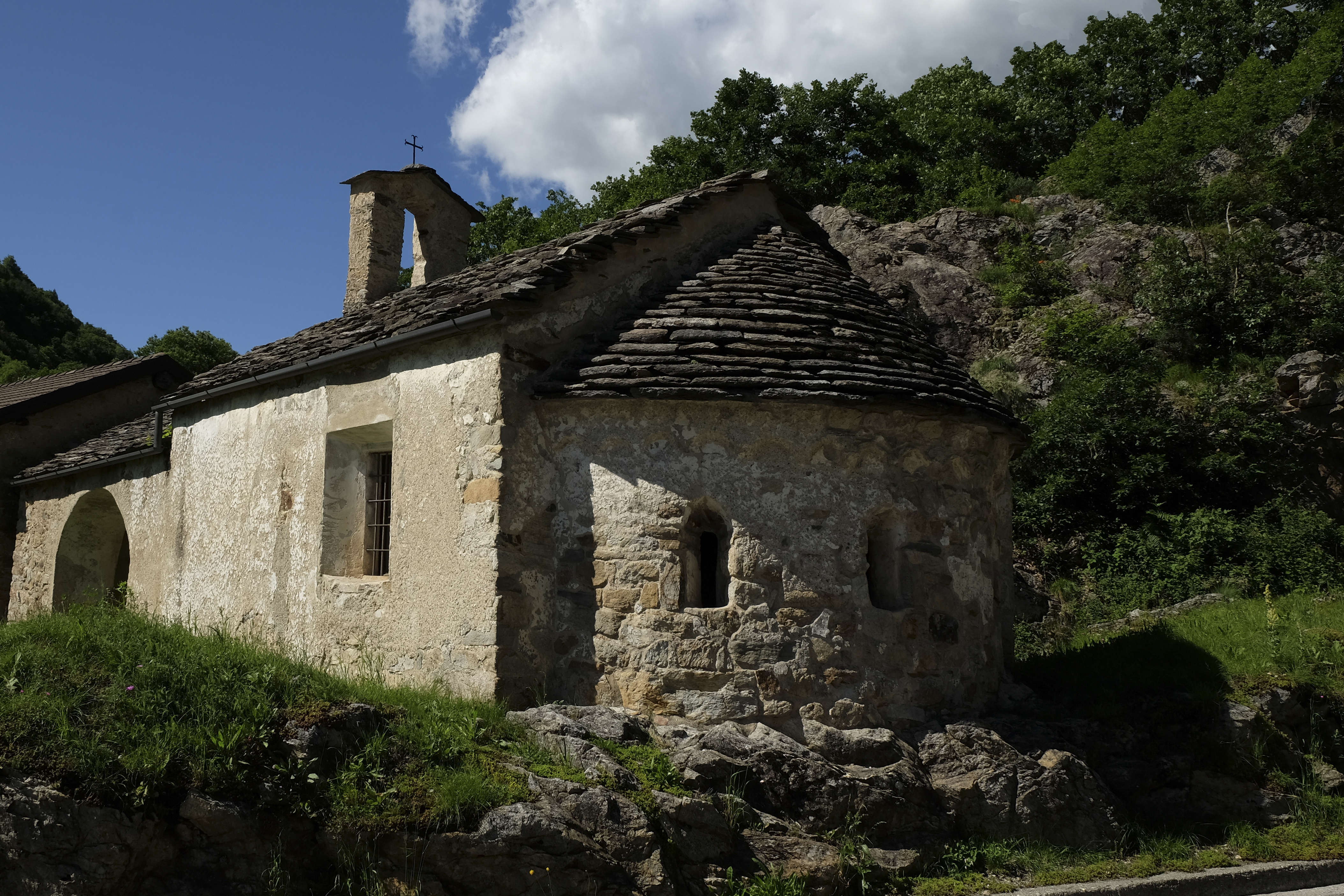
La chiesa di Santa Margherita, lato sud.

L’antica chiesa di Santa Margherita sorge poco fuori dall'abitato di Somadino, frazione del comune di Casargo, a 865 m. s.l.m. A differenza di tutte le altre chiese del territorio, che hanno subito molteplici trasformazioni nel corso dei secoli, la chiesa di Santa Margherita conserva tuttora gran parte delle antiche forme romaniche, soprattutto nella parte absidale, dove sono custoditi gli unici affreschi romanici superstiti della Valsassina, scoperti negli anni settanta del secolo scorso.
Il 18 agosto 1922 è stata riconosciuta dallo Stato Italiano Monumento Nazionale, ma il suo degrado nei secoli, denunciato più volte nel corso del Novecento, è continuato. Solo nel 1990 un restauro ha interessato le coperture e la pavimentazione interna e nel 2006-2007 un intervento conservativo è stato rivolto solo agli intonaci esterni. A tutt’oggi questo edificio religioso di rilevante valore storico, autentico gioiello romanico della Valsassina, attende un’indagine archeologica che faccia luce finalmente sulla sua origine e un auspicato restauro degli antichi affreschi che conserva al suo interno da più di otto secoli.

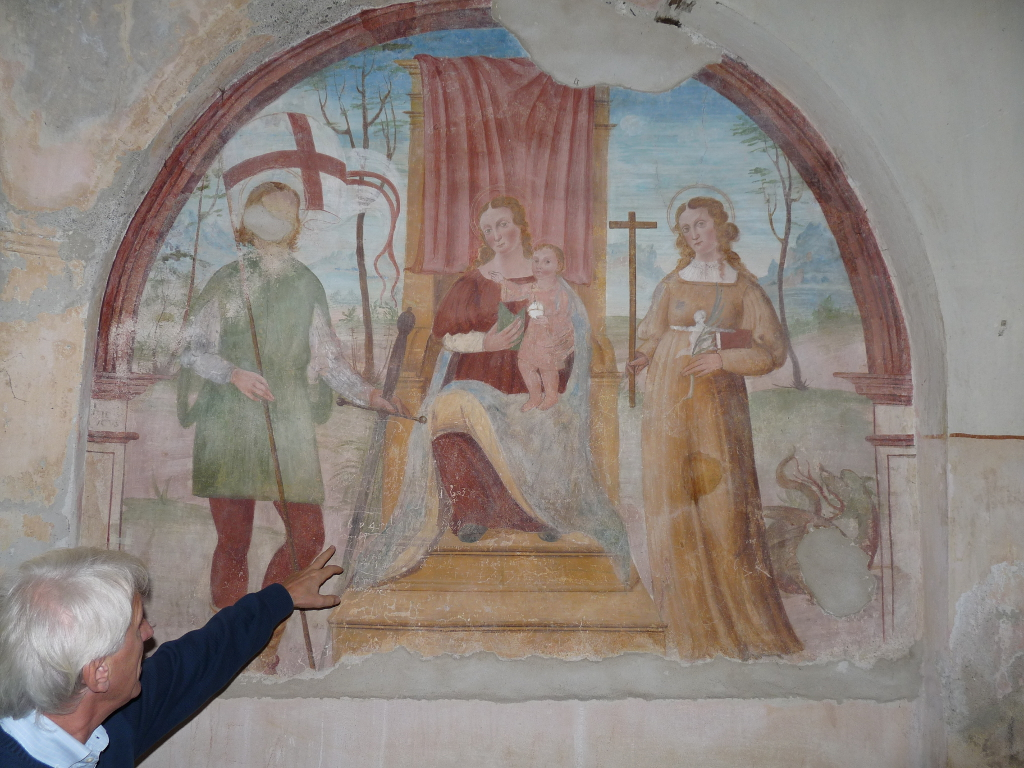
L'affresco cinquecentesco con San Giorgio e Santa Margherita e il suo simbolo, il drago.

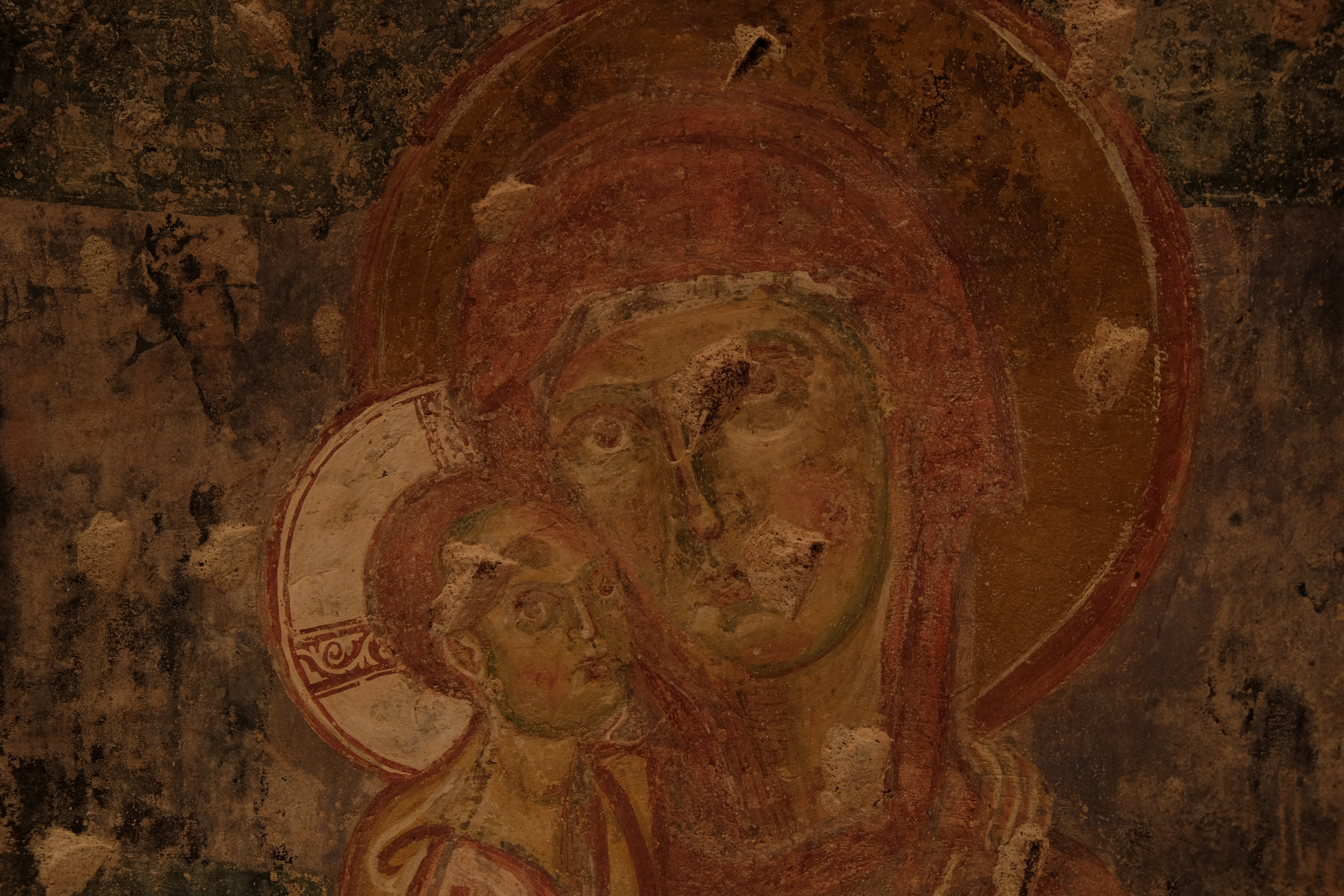
Dettaglio della Madonna con il Bambino. La rappresentazione è vicina al tipo iconografico bizantino chiamato Madonna della Tenerezza

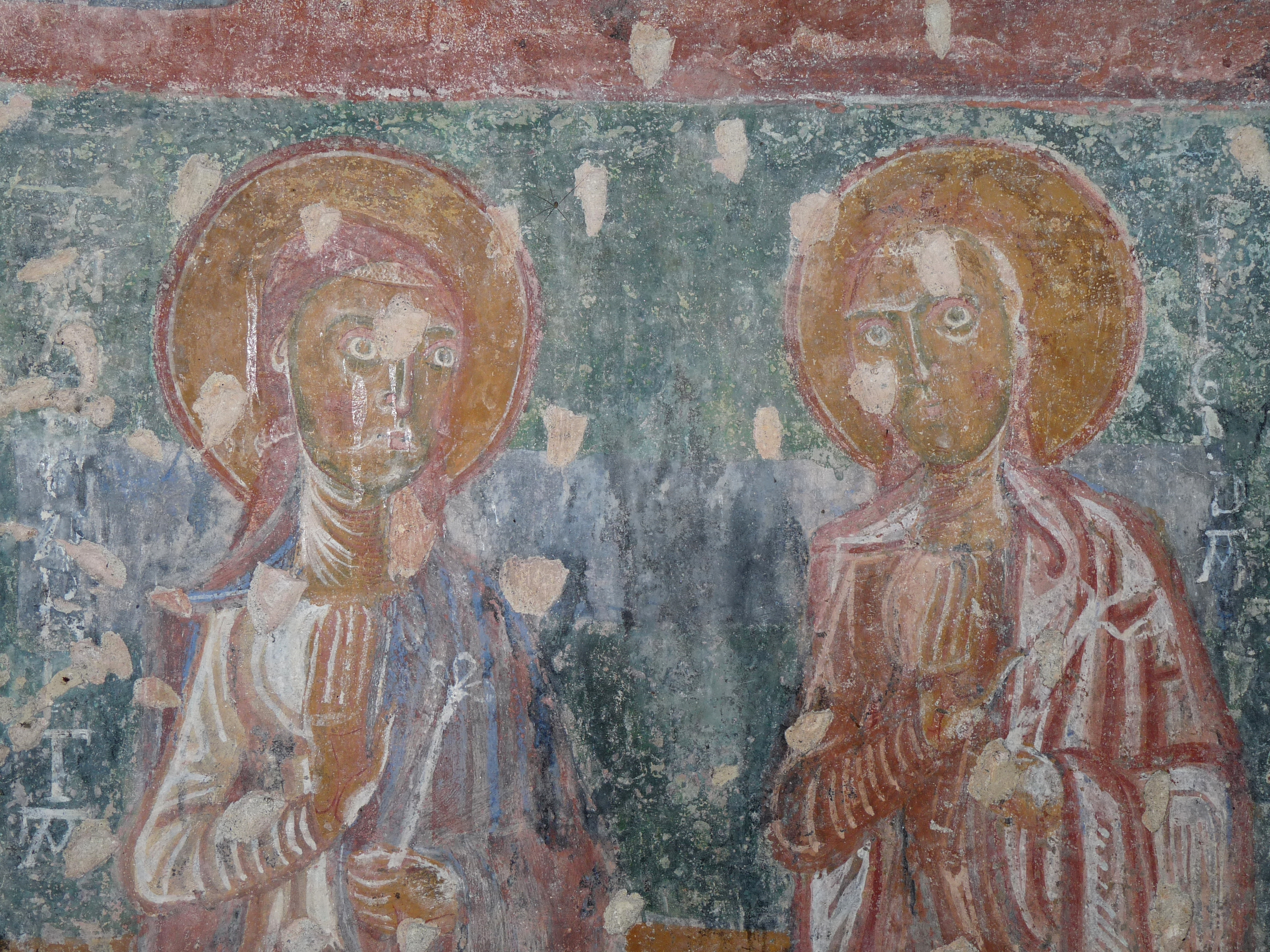
Santa Margherita e Santa Brigida

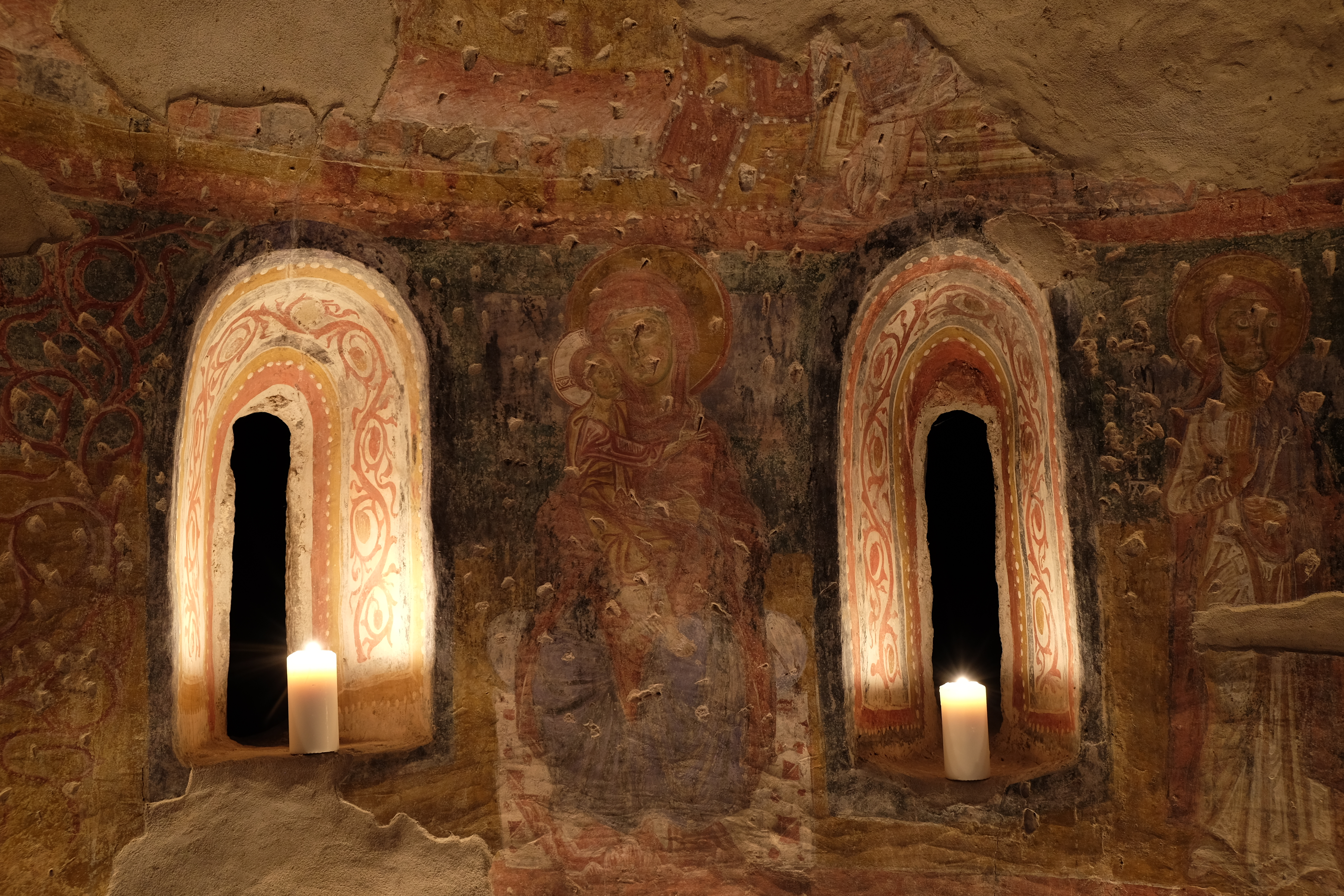
L'abside fotografata a lume di candela.

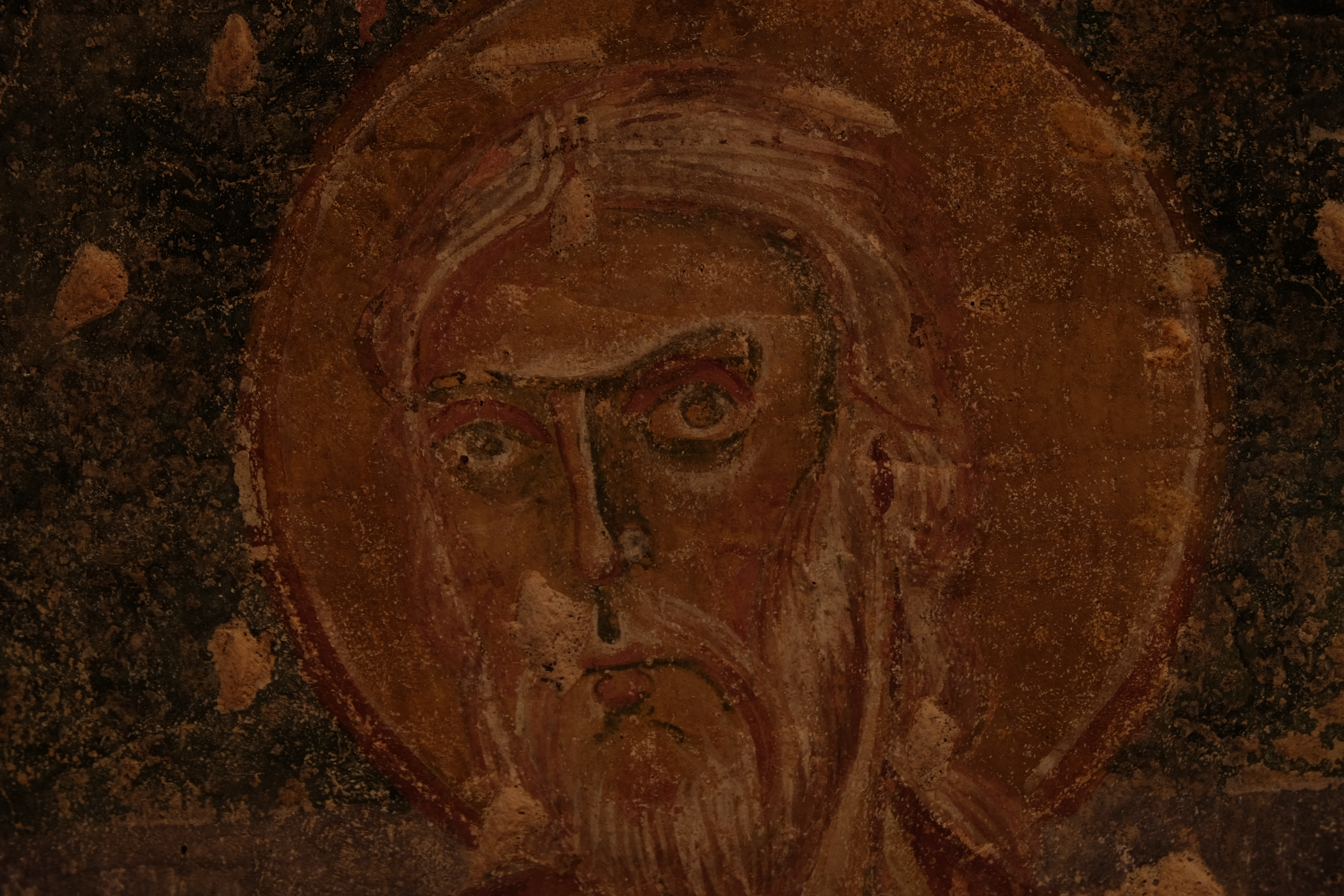
L'affresco dell'abside: Sant'Andrea.

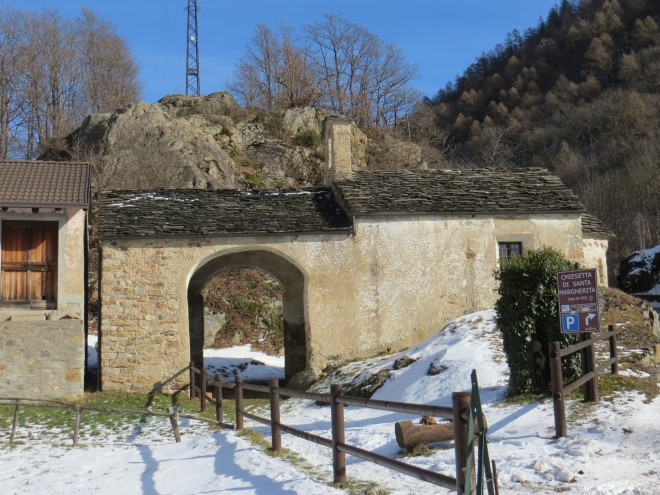
La chiesa di Santa Margherita: lato ovest.

La chiesa si trova lungo un’antichissima strada che collegava val Casargo con la Valtellina e da lì con il nord Europa attraverso il vicino valico di Piazzo che porta in Valvarrone. Anzi l'antico percorso passava proprio sotto lo stesso portico antistante dove è ancora presente la massicciata originaria, fino alla costruzione dell'attuale carrozzabile nel 1880, che è passa a pochi metri. Quindi dalle più remote epoche, fino alla costruzione della litoranea (Bellano-Colico), progettata e costruita dagli Austriaci solo fra gli anni 1824 e 1832, questa era una via molto frequentata e di rilevante interesse strategico.

## Storia
In epoca alto medioevale, l’area della val Casargo, per il controllo della importante via di comunicazione che la attraversava, fu dotata da una di una rete di strutture difensive e di uno stabile presidio militare vicino valico di Piazzo. In un'area presidiata e ben munita (un luogo vicino alla chiesa porta ancora il nome di "Premuro", che indica la presenza di un antemurale difensivo), la piccola chiesa venne costruita all’interno di un luogo fortificato, come oratorio per i militari di questo avamposto, ed è collocata significativamente su uno sperone roccioso denominato ‘Sasso della Guardia’. La costruzione dell'edificio, secondo gli studiosi, è da collocarsi tra la fine dell'XI ed i primi del XII secolo, e questo sulla base della datazione degli affreschi interni, ma è molto probabile un’origine ancora più antica. Il piccolo oratorio è comunque citato nel "Liber Notitiae Sanctorum Mediolani" del 1266 di Goffredo da Bussero, in cui viene riportato l'elenco delle chiese presenti all'epoca nell'arcidiocesi di Milano ("In Vasaxina, loco Somadino, ecclesia sancte Margherite").
La costruzione originaria, senza portico e con una piccola porta sul lato nord, ha comunque subito nei tempi rimaneggiamenti e aggiunte. Infatti è solo tra la metà del XIII e il XV secolo che viene aggiunto il portico in dimensioni più piccole dell'attuale e sostituite le primitive capriate interne del tetto con una duplice volta sorretta da pilastri sporgenti dal muro (lesene). Nel XVII secolo vengono chiuse le monofore e la porticina laterale, su ordine di Carlo Borromeo e ricavata una finestra sul lato meridionale e due gradini nel presbiterio all'epoca di Federico Borromeo. Nel settecento viene ampliato il portico con l'aggiunta di sedili in pietra e aperta una finestra di sinistra nella facciata. L'altra finestra della facciata, la riapertura delle monofore e di una nicchia interna per gli olii santi risalgono all'epoca contemporanea (fine XX secolo).
Secondo studiosi quali Zastrow e Mastalli, la chiesa di Santa Margherita avrebbe costituito la prima chiesa parrocchiale dell'alta Valsassina. Un primo indizio si troverebbe negli atti della visita pastorale del 1579, nei quali è citato un contenitore ad uso "pro baptisterio". Una menzione dello stesso contenitore si ritrova negli atti di una seconda visita pastorale, effettuata nel 1582 da San Carlo Borromeo; proprio quest'ultimo, rilevando lo stato di abbandono della chiesetta, prescrisse di togliere il contenitore litico che all'epoca si trovava in un angolo dell'edificio. Questa laconica notazione indicherebbe che Santa Margherita, fin dall'epoca medioevale, avrebbe avuto la prerogativa di chiesa battesimale, di norma riservato alla chiesa principale della pieve, nel caso della Valsassina a San Pietro a Primaluna. Secondo lo storico Zastrow, per spiegare questa anomalia, rara nella diocesi ambrosiana, occorre prendere in considerazione "la particolare configurazione di frontiera e di luogo fortificato che ebbe a caratterizzare anticamente l'estremità settentrionale della pieve Valsassina: in particolare la valle di Casargo e l'alta testata della Val Varrone". Quindi, proprio per le caratteristiche di chiusura di questo territorio e il relativo isolamento rispetto alla sede prepositurale, nell'area "periferica" della val Casargo, si sarebbe realizzata una forma di autonomia ecclesiastica già dall'epoca feudale: l'oratorio di Santa Margherita ne sarebbe stato il principale tempio sacro e proprio per questo dotato di una prerogativa tanto importante. Tutto questo sembrerebbe essere avvenuto prima che si affermasse l'effettiva indipendenza (rispetto a San Pietro di Primaluna) della vicina parrocchia di Margno (prima metà del XIV secolo), sotto il cui controllo passeranno in seguito tutte chiese della val Casargo e Sant'Andrea a Pagnona. 
Un'ulteriore conferma della presenza nella chiesetta di un battistero è la scoperta, avvenuta nel corso di alcuni restauri, nel 1990, di una fonte d’acqua sotto il pavimento del presbiterio nella parte sinistra dell'abside, vicino alla piccola porta fatta chiudere da San Carlo. L'acqua sgorga in misura minore ancora oggi direttamente da una frattura della roccia, su cui peraltro poggia l'intero edificio. Per il suo deflusso è stato necessario approntare una canaletta di scolo per portare all'esterno l'acqua e costruire un piccolo vespaio sotto il pavimento per consentire una maggiore aerazione e diminuire l'umidità sottostante. 
La presenza di fonte che sgorga da uno sperone roccioso, non sarebbe potuta passare inosservata nell’antichità e non è forse del tutto estranea alla stessa fondazione dell'edificio religioso, presente in un luogo tanto particolare. E forse era proprio questa l'acqua che serviva per il battesimo dei primi fedeli nell'antica comunità cristiana dell'alta Valsassina.
Una conferma della preminenza religiosa della chiesa di Santa Margherita e della specifica reciprocità di funzioni strategiche e insieme devozionali di questa con le altre chiese di questa area,  la si può cogliere nella leggenda di Santa Margherita e suoi sette fratelli. Secondo questa antico racconto, Santa Margherita aveva sette fratelli, di cui uno morì per un atto di scherno e di poca fede nella Provvidenza. Gli altri fratelli colpiti dalla tragedia sarebbero divenuti eremiti, e avrebbero scelto la loro dimora in luoghi solitari sui monti intorno alla Val Casargo. I tempietti costruiti in questi luoghi avrebbero preso il nome dell'eremita che vi si era stabilito. Solamente Margherita, unica sorella, si sarebbe fermata in un luogo pianeggiante della Valle (Somadino appunto) e si recava a visitare ciascuno dei fratelli nelle rispettive località. Dai singoli romitaggi i santi erano in grado di comunicare accendendo dei fuochi. Nelle varie versioni della leggenda l'identità dei vari santi (quindi dei rispettivi oratori montani) cambia. Fra i nomi più ricorrenti, oltre naturalmente a Santa Margherita, c'è quello di san Sfirio, in un punto eccezionale di osservazione del lago e della prima parte della Val Varrone; Sant'Ulderico, sulle pendici settentrionali del monte Muggio e facilmente comunicante con San Sfirio; San Grato, nella Muggiasca e affacciato sul lago; San Fedele sulla Alpe di Paglio, scomparsa da molto tempo. Altri santi, citati di volta in volta, sarebbero Defendente, Calimero, Girolamo, Eusebio, Bernardino ecc. 
Queste chiese ‘eremitiche’ erano collocate all’interno di un fitta rete paramilitare-strategica di origine medioevale con chiari scopi di avvistamento e segnalazione. San Sfiro comunicava con Sant'Ulderico e questo con Pagnona, nella Valvarrone. Dalla torre di quest'ultimo paese, i cui resti sono tutt'oggi ancora visibili,  si poteva scavalcare la sella di Piazzo ed entrare in comunicazione ottica con la zona più a valle del Pioverna o con la soprastante Muggiasca. Questa leggenda è stata letta come la trasformazione di una antica realtà storica locale che affidava a queste piccole chiese, proprio per la loro particolare posizione panoramica, un compito di avvistamento e di segnalazione di eventuali pericoli determinati dall'avvicinarsi di truppe ostili.

## Descrizione
Dopo tanti secoli, ancora oggi l'edificio si presenta con forme omogenee se si esclude il portichetto, aggiunto in epoca più tarda ed è composta da una piccola navata suddivisa in due campate con volte a vela rivolta ad oriente e da un'abside semicircolare sovrastata dal catino. L'abside, unitamente a parte della navata, rappresenta un tipico esempio di arte romanica. All'interno, a sinistra per chi entra, nella prima campatella della navata è presente un affresco che rappresenta la Vergine con Bambino, santa Margherita alla sua sinistra e un santo martire alla sua destra, che il Borghi identifica con San Giorgio. I sacerdoti Pasetti e Uberti nel 1911, denunciando lo stato di precarietà del dipinto, così lo descrivono: “Le figure sono a circa due terzi della grandezza naturale. A sinistra è ritto un giovane soldato, in clamide verdognola, e gambe rosse. Colla destra regge l'asta di un gonfalone spiegato, recante la croce; la manca è poggiato sull'elsa di un enorme spadone con la punta verso terra, Guarda verso la Madonna, che campeggia un po' più in alto, nel mezzo della scena. La Vergine è molto bella, sebbene volgaruccia; ha tinta rossigna, veste rossa, manto azzurro. Colla destra si tien sul petto un libro legato in verde, colla sinistra tien saldo il Bambinello, in vestina color carne, meno leggiadro della divina sua Madre. Egli è in atto di benedire, e nella sinistra regge la palla che rappresenta il mondo. A destra vi è santa Margherita, ritta in piedi, con lungo abito tutto di un pezzo; presso il collo spunta una camicia a ricami. Qui il colore è più morbido che nelle altre figure, ricciuti i capelli, gentile l'aspetto e il portamento. Nella destra la Santa stringe una crocetta semplicissima di legno lunga quasi mezza la persona. Vicino ai piedi della Santa c'è una specie di vilucchio o roveto, ma coperto in parte da una grossa macchia rossa, sovrapposta. Può darsi che vi fosse dipinto un diavolo. Qua e là, mani irriverenti e rozzissime hanno da secoli segnato date: 1519; 1548, colla parola Hispania 1570; 1604; 1654”. (Pasetti e Uberti, Una gloria dell'Alta Valsassina, Lecco, 1911). I sacerdoti richiamano l'attenzione su un cartiglio a fianco del dipinto che indica la data di esecuzione e che interpretano come "1470, die 7 augusti" ma con dubbi nella interpretazione delle cifre perché propongono anche 1420 o 1429. Dubbi giustificati secondo Zastrow perché la seconda cifra deve essere letta come "5" e non come "4" (le ultime due cifre sono illeggibili). Considerando lo stile compositivo, il dipinto è concordemente collocato nell'ambito della produzione rinascimentale (XVI secolo), cioè successivamente all'epoca dei lavori di voltatura della navata. C'è chi sulla scorta dei collegamenti tra la Valvarrone e Venezia, ipotizza possibili influenze della pittura veneta. Nei primi anni settanta, è stato portato alla luce, sotto lo spesso strato di imbiancature e ridipinture, il ciclo di affreschi nell'abside, scandito dalle tre monofore riccamente decorate da motivi fitomorfi. Nel catino absidale, separata da una marcata fascia rossa dal ciclo sottostante, si intravede all'altezza della monofora centrale un piede poggiato su una bassa pedana. Questo dettaglio presumibilmente è da identificare con un Cristo Pantocratore, che alcuni documenti delle visite pastorali interpretarono come un Cristo crocefisso. Solo i futuri restauri potranno sciogliere il dubbio e mostrare se ai lati di questa figura siano rappresentati, come è stato ipotizzato da Zastrow, i simboli apocalittici degli Evangelisti.
Sul semicilindro absidale, partendo dalla parte sinistra, è possibile osservare la rappresentazione di un santo identificato, dalla scritta verticale, come San Quirico, un santo militare e martire, appartenente alla Legione Tebana, comandata da San Maurizio e decimata nel III secolo. La presenza del santo, il cui nome ricorre anche nell’antica intestazione della chiesa di Santa Brigida a Narro, risulterebbe coerente con il caratteristiche della chiesa, quale oratorio di un avamposto militare. Proprio accanto a questa figura è presente una nicchia, le cui dimensioni hanno fatto pensare potesse contenere delle reliquie, forse quelle dello stesso Quirico, costudite in Santa Margherita. La chiesa per questo motivo avrebbe potuto essere meta di un pellegrinaggio e questo spiegherebbe le date in successione graffite sull’affresco cinquecentesco.

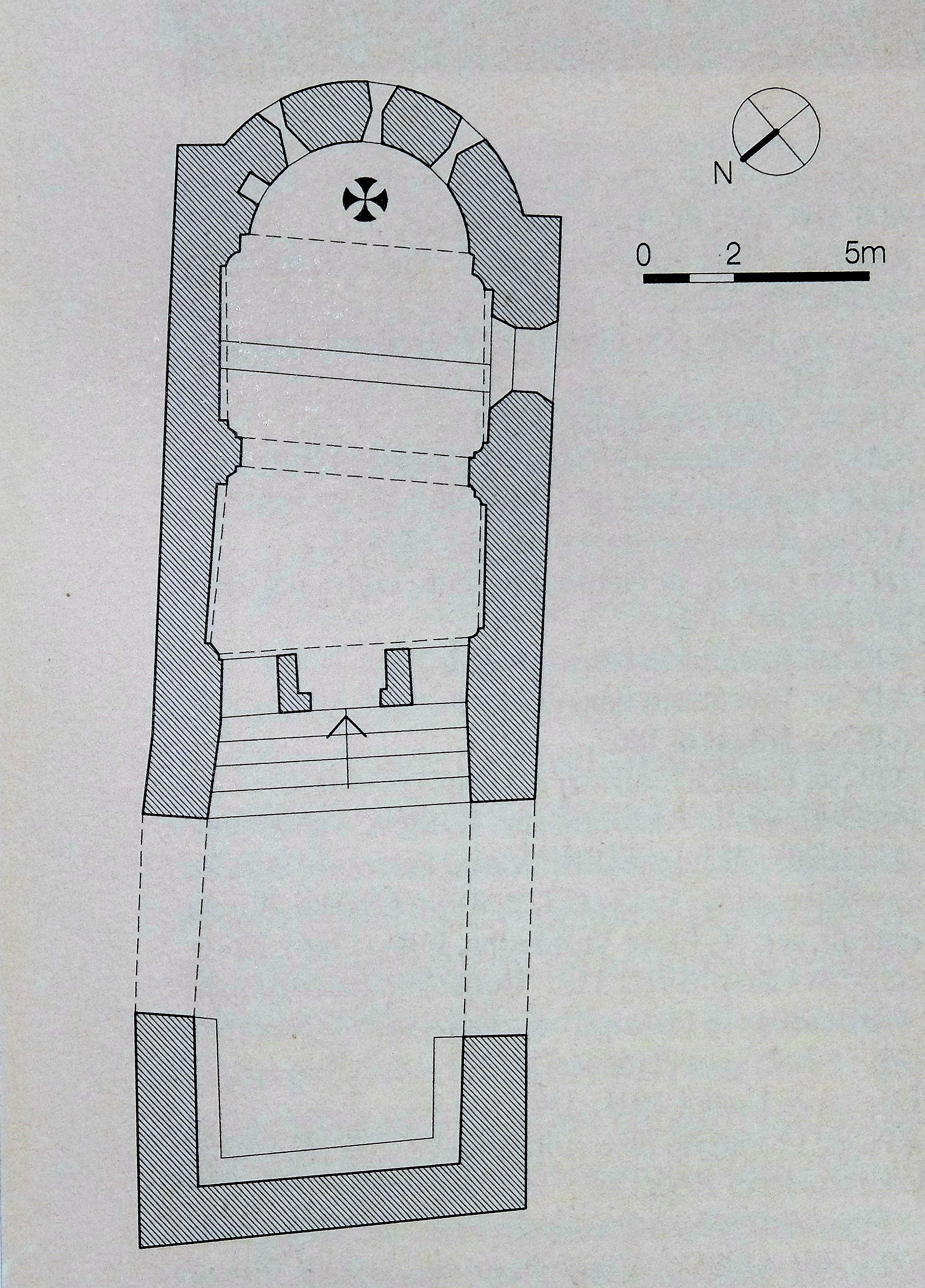
Pianta della chiesa

Dopo la prima monofora si vedono semplici ornamentazioni vegetali e di seguito trova posto la raffigurazione della Madonna con Bambino. La postura di entrambi, il Bambino appoggia dolcemente la tempia sulla guancia della Madre, che abbraccia con affetto, avvicina questa rappresentazione al tipo iconografico della pittura bizantina chiamata della Madonna della Tenerezza, che si caratterizza per una maggiore intensità espressiva dei personaggi sacri. La rappresentazione della Vergine nell'abside è piuttosto anomala, in quanto di solito la si trova lungo le pareti della navata e per lo più come affresco votivo. Inconsueta per l'epoca è anche la ‘duplicazione’ della figura di Gesù che torreggia nelle vesti del Pantocratore nel catino dell'abside e nel contempo più sotto è rappresentato nelle braccia della Vergine. Sempre nell'abside, nell'intervallo tra la seconda e la terza monofora sono rappresentate due sante: sono Santa Margherita e Santa Brigida. Infatti due chiare iscrizioni hanno permesso di identificarle con certezza. Nell'ultimo spazio sono affiorate le figure aureolate di due santi: le scritte "Holomeus" e "As", sotto i volti delle figure maschili hanno fatto supporre che riguardino San Bartolomeo e Sant'Andrea. L'identificazione dei personaggi permette di capire la ragione per cui è stato scelto di raffigurare assieme dei santi generalmente non in relazione tra loro: infatti nell'affresco essi rappresentano i santi patroni delle chiese del territorio limitrofo: Santa Brigida identifica Narro, San Bartolomeo Margno, Sant'Andrea Pagnona e naturalmente Santa Margherita Somadino. Del resto tutte queste chiese sono molto antiche e tutte sono citate dal Liber Notitiae Sanctorum Mediolani. Il ciclo di affreschi con i Santi delle varie chiese della val Casargo e di Pagnona acquisterebbe un significato compatibile con l'ipotesi relativa alla funzione di parrocchiale da parte dell'oratorio di Somadino: i Santi chiamati a raccolta, sotto l'immagine del Cristo, intorno alla fonte battesimale rappresenterebbero le Comunità religiose di questa area che riconoscevano in Santa Margherita, forse il più antico edificio sacro del luogo, il loro centro spirituale e religioso. Questo ciclo pittorico, con le sue chiare ascendenze bizantine, è datato tra il XII e i primi del XIII secolo e costituisce l'unico affresco romanico conservatosi in Valsassina. Certamente opera di un unico pittore, esso presenta, secondo Zastrow delle particolarità significative rispetto ai diffusi canoni della pittura medioevale coeva. Infatti, sotto l'immagine del Cristo, è rara la presenza di un numero così ristretto di Santi e ancor più quella della Vergine con il Bambino. Normalmente, secondo lo studioso, alla base dell'abside "era più comune incontrare le figure dei dodici apostoli, eventualmente anche in compagnia della Vergine e di altri Santi", magari ridotti in dimensioni, come accade nel non lontano tempietto di San Fedelino sul lago di Mezzola. 
Anche la stessa struttura della chiesetta presenta altri aspetti singolari. Per esempio, oltre alla pianta irregolare, la stessa abside non è perpendicolare con l'asse della navata, come del resto il muro della facciata. Le stesse monofore dell’abside, inoltre, non si trovano in posizione simmetrica e questo comporta che la figura della Madonna col Bambino, tra la prima e la seconda apertura, non sia al centro del semicilindro dell'abside come ci si aspetterebbe. Le stesse monofore hanno strombature diverse e sono poste ad altezze diverse e questo perché avrebbero dovuto realizzare una specie di ‘orologio solare’ e permettere ai suoi raggi di entrare e illuminare l’altare in alcuni momenti esatti dell’anno. Questa "apparente disarmonia", rilevata anche per la chiesetta di Sant'Ulderico, è stata spesso imputata alla "rozzezza" degli artefici medioevali che operavano in un'area marginale come quella dell'alta Valsassina. Zastrow invece, considerando i manufatti romanici di questa zona, tra cui anche San Rocco a Narro, e giudicandoli di livello qualitativo considerevole, propende per "una filtrazione personalizzata dei generali canoni creativi medioevali".